# فاسيلي ميهاي
فاسيلي ميهاي (بالرومانية: Vasile Mihai)‏ هو لاعب كرة قدم روماني في مركز الوسط، ولد في 29 نوفمبر 1995 في Tecuci ‏ في رومانيا. لعب مع CS Afumați ‏.

## وصلات خارجية
- فاسيلي ميهاي على موقع قاعدة بيانات كرة القدم.إي يو (الإنجليزية)
- فاسيلي ميهاي على موقع Soccerway.com (الإنجليزية)